# 정남준
정남준(鄭男埈, 1956년 12월 12일 ~ )은 대한민국의 공무원, 정치인이다.

## 학력
- 광주서석국민학교
- 광주서중학교
- 광주제일고등학교
- 한양대학교 정치외교학 학사
- 서울대학교 대학원 행정학 석사
- 미국 서던캘리포니아 대학교 대학원 행정학 석사
- 미국 서던캘리포니아 대학교 대학원 행정학 박사

## 약력
- 행정자치부 교육훈련과 과장
- 청와대 정무행정비서실 행정관
- 2003.04 ~ 2004.01 : 정책기획위원회 사무국 국장
- 2004.01 ~ 2004.09 : 행정자치부 공보관
- 2004.10 ~ 2006.08 : 광주광역시 행정부시장
- 2006.08 ~ 2008.02 : 행정자치부 정부혁신본부 본부장
- 2008.03 ~ 2009.01 : 행정안전부 제2차관
- 2008.03 ~ 2010.02 : 서울과학기술대학교 IT정책전문대학원 초빙교수
- 2011.09 ~ 2012.02 : 조선대학교 사회과학대학 행정복지학부 초빙교수
- 2013.02 ~ 2016 : 미래정책연구원 원장
- 2014.02 ~ 2016.03 : 행정개혁 시민연합 공동대표
- 2014.03 : 창조혁신네트워크 대표
- 2018.02 ~ 2021.06 : 공무원연금공단 이사장
- 2021.03 ~ : 단국대학교 공공정책학과 겸임교수
- 2024.01 ~ 2024. 03: 새로운미래 광주시당위원장

## 상훈
- 2005년 황조근조훈장
- 1990년 대통령표창

## 역대 선거 결과
| 실시년도 | 선거  | 대수 | 직책     | 선거구       | 정당   | 득표수  | 득표율         | 순위 | 당락 | 비고 |
| -------- | ----- | ---- | -------- | ------------ | ------ | ------- | -------------- | ---- | ---- | ---- |
| 2012년   | 총선  | 19대 | 국회의원 | 광주 서구 을 | 무소속 | 3,985표 | \| \| 5.58% \| | 3위  | 낙선 |      |
|          | 5.58% |      |          |              |        |         |                |      |      |      |